# Reseda stricta
Reseda stricta là một loài thực vật có hoa trong họ Resedaceae. Loài này được Pers. miêu tả khoa học đầu tiên năm 1806.